# ام بست
ام بست (انگلیسی: AM Best) شرکت خدمات مالی آمریکایی است، که در سال ۱۸۹۹ تأسیس شد.